# Kippavandring
Kippavandring definieras i språkrådets nyordlista 2014 som en "manifestation där deltagarna bär kippa för att visa solidaritet med judar och protestera mot antisemitism." 

## Kippavandringar i Sverige
Den första kippavandringen i Sverige ägde rum i Malmö december 2011. Det var Jehoshua Kaufman som först kom på idén. Som en reaktion på de antisemitiska angrepp som drabbat Malmös judar samlade Jehoshua Kaufman ett gäng utanför synagogan efter gudstjänsten, och de promenerade tillsammans genom staden med kippa på huvudet. I Malmö har kippavandringar sedan dess genomförts regelbundet. Även Stockholm, Göteborg och Uppsala har följt efter med egna kippavandringar. En stor kippavandring hölls i Lund 8 november 2018 till 80-årsminnet av Kristallnatten och med anledning av en radhusbrand den 9 oktober samma år.
Den 22 november 2018 tilldelades Sofia Nerbrand Malmö stads MR-pris för sitt engagemang för kippavandringarna.
| År   | Datum        | Stad      | Antal deltagare | Initiativtagare / Arrangörer                                      | Nämnvärda deltagare                                                                                     |
| ---- | ------------ | --------- | --------------- | ----------------------------------------------------------------- | --- |
| 2011 | .. december  | Malmö     | ca 15-20 st     | Jehoshua Kaufman                                                  | Första kippavandringen                                                                                  |
| 2012 | 18 augusti   | Malmö     | ca 400 st       | Jehoshua Kaufman och Sofia Nerbrand                               | Demokratiminister Birgitta Ohlsson (FP)                                                                 |
| 2012 | 20 oktober   | Malmö     | ca 350 st       | Sofia Nerbrand                                                    | Integrationsmininster Erik Ullenhag (FP), Ilmar Reepalu (S)                                             |
| 2013 | 18 maj       | Malmö     | ca 300 st       | Willy Silberstein och Sofia Nerbrand                              | |
| 2014 | 14 mars      | Malmö     | ca 150 st       | Sofia Nerbrand och Peter Vig                                      | |
| 2014 | 3 augusti    | Malmö     | ca 200 st       | Peter Vig                                                         | |
| 2014 | 20 augusti   | Malmö     | ca 500 st       | Sofia Nerbrand och Peter Vig                                      | Demokratiminister Birgitta Ohlsson (FP)                                                                 |
| 2014 | 31 augusti   | Stockholm | ca 1000 st      | Judiska Församlingen och Judiska Ungdomsförbundet i Sverige (JUS) | Stefan Löfven (S), Jan Björklund (FP), Birgitta Ohlsson (FP), Mona Sahlin (S), Willy Silberstein, m.fl. |
| 2014 | 21 september | Göteborg  | ca 1000 st      | Judiska församlingen i Göteborg                                   | Birgitta Ohlsson (FP)                                                                                   |
| 2015 | 18 februari  | Malmö     | ca 100 st       | Sofia Nerbrand och Peter Vig                                      | |
| 2015 | 31 oktober   | Malmö     |                 | Sofia Nerbrand                                                    | Mats Persson (L)                                                                                        |
| 2017 | 27 april     | Umeå      | ca 350 st       | Socialistiska Partiet (SP) och Judiska Centralrådet i Sverige     | Israels ambassadör Isaac Bachman                                                                        |
| 2017 | 16 december  | Malmö     | ca 400 st       | Jehoshua Kaufman, Peter Vig och Sofia Nerbrand                    | Kultur- och demokratiminister Alice Bah Kuhnke (MP)                                                     |
| 2018 | 8 november   | Lund      | ca 600 st       | Fredrik Sieradzki                                                 | Kommunstyrelsens ordförande Philip Sandberg och biskop emeritus Martin Lind                             |
| 2019 | 26 januari   | Uppsala   | ca 100 st       | Mikael Oscarsson (KD)                                             | Marlene Burwick (S)                                                                                     |
| 2023 | 6 december   | Stockholm | ca 50 st        | Riksdagens nätverk mot antisemitism                               | Ulf Kristersson (M), Magdalena Andersson (S), Johan Pehrson (L) + flera ministrar.                      |
| 2024 | 20 januari   | Malmö     | drygt 100 st    | L, M och C i Malmö                                                | Paulina Brandberg (L), Maria Malmer Stenergard (M) + lokala politiker.                                  |